# Impuzamugambi
L’Impuzamugambi est une milice hutue rwandaise fondée en 1992 et dissoute en 1994. Le nom « Impuzamugambi » (parfois Impuza Mugambi ; la «mp» se prononce comme un «mh») signifie «Ceux qui ont le même objectif» ou «Ceux qui ont un seul but» en langue kinyarwanda. En collaboration avec la milice Interahamwe, formée plus tôt et plus nombreuse, les Impuzamugambi sont responsables de la plupart des décès de Tutsis et de Hutus modérés durant le génocide rwandais de 1994.
Alors que les Interahamwe étaient dirigés par des personnalités du parti au pouvoir, le Mouvement républicain national pour la démocratie et le développement (MRND), les Impuzamugambi étaient contrôlés par la direction de la Coalition pour la défense de la République (CDR) et recrutés comme membres de l'aile jeunesse de la CDR. Le CDR était un parti hutu séparé qui a coopéré avec le MRND ; il était pro-Hutu, anti-Tutsis et beaucoup plus extrémiste que le MRND. L'Impuzamugambi était moins organisé que les Interahamwe, mais il a été responsable d'une grande partie des décès génocidaires au Rwanda.